# タラス会盟
タラス会盟とは、1269年にオゴデイ・ウルスを代表するカイドゥ、チャガタイ・ウルスを代表するバラク、ジョチ・ウルスを代表するベルケチェルらがタラスとガンジャクの草原で開いた会談。会談の主題は中央アジアの権益を巡ってカイドゥとバラクの間で行われてきた抗争の講和にあり、三者の間で中央アジアに係る権益を分割することを以て講和が成立した。
かつてはこの会盟においてカイドゥがハンに推戴され、同時に元朝（大元ウルス）へ宣戦が布告されたと説明されたこともあったが、現在では否定されている。

## 背景
第2代モンゴル帝国皇帝オゴデイの孫に当たるカイドゥは内戦（帝位継承戦争）を経て即位した第5代皇帝クビライの主権を認めず、1265年より叛乱を起こした（カイドゥの乱）。これに対し、クビライは（1）自らの第4子ノムガンを叛乱討伐軍として派遣し、（2）自らの配下にあったバラクをチャガタイ・ウルスに送り込みカイドゥに対抗させ、（3）ジョチ家当主のモンケ・テムルにカイドゥ討伐の協力要請を行うといった対策を取った。ところが、バラクはクビライの指令を無視してチャガタイ家当主の座を強奪し、独自に中央アジアの経略を始めた
。
カイドゥとバラクはやがて中央アジアの覇権を巡って対立状態に陥り、カイドゥは従兄弟のキプチャクとともにバラクと交戦したが、緒戦はバラクの勝利に終わった。その後、体勢を立て直したカイドゥはジョチ・ウルス軍を味方につけることに成功し、ベルケチェル率いる5万の援軍を得たカイドゥは二度目の戦闘でバラクを破ることに成功した。敗走したバラクはブハラ・サマルカンド一帯に赴き、この地で略奪を行い体制を立て直そうとしたが、かねてより中央アジアの諸都市を略奪対象としてでなく経営対象と見ていたカイドゥはこのままでは中央アジアが荒廃する一方であると憂慮した。そこで、戦闘ではなく講和による解決を提案し、これにバラクも応じたことでタラス会盟が開催されることとなった。なお、旧説ではジョチ・ウルス当主モンケ・テムル自身もこの会談に参加したと考えられていたが、実際にジョチ家から会談に参加したと明記されるのはベルケチェルのみである。この点からも、タラス会盟は前述の争乱に関わった主要な指揮官たちが一時的な和議を結ぶために開催されたものであると考えられる。

## タラス会盟
会盟の次第については『集史』が最も詳しく、以下のように記載されている。
『集史』の記述に基づき、この会談で決められた内容を列挙すると以下の通りとなる。
1. 列席の諸王が互いにアンダたることを誓う。
2. マー・ワラー・アンナフルを押領し、その収入の三分の二はバラクがとり、残りはカイドゥとモンケ・テムルがとる。
3. 諸王は都市には近づかず、 山地と原野に居住する。
4. バラクは、領地が不足しているのでフレグ・ウルスに侵入し、その領地のいくつかを奪う。カイドゥはそれを援助する。

中央アジアの分割内容はバラクに最も有利な内容となっているが、これはそもそもバラクの中央アジア略奪をやめさせるためにカイドゥ側が譲る形で開かれた会談であったためと考えられている。実際に、『集史」の別の箇所によるとバラクは会談の冒頭に「我々の親族のうち、他の諸王は多くの都市と豊かな牧草地を所有している。ただ貧弱なウルスを所有する私を除いて」「私が考える限り、自分は何も罪を犯してはいない」と述べたが、カイドゥらは「正義は汝の側にある。今日以後、我々は過去を忘れよう」と述べてその言い分を全面的に肯定したとされる。

## その後の動向
会盟において中央アジアにおける勢力圏が確定すると、バラクはカイドゥの勧めもあってイラン高原を支配するフレグ・ウルスへの進出を開始した。しかし、フレグ・ウルスは当主アバカ自ら軍勢を率いて迎撃に出陣し、大軍故に油断していたバラクの軍団にカラ・スゥ平原の戦いの戦いで大勝した。バラクは中央アジア方面に敗走するさ中に亡くなり（カイドゥに毒殺されたとする史書もある）、君主を失ったチャガタイ・ウルスは再び混乱状態に陥った。これを受けてカイドゥは「タラス会盟」の講和をなかったものとして中央アジアへの進出を始め、チュベイらバラクに冷遇されていたチャガタイ系諸王は一旦はカイドゥを「アカ（兄、年長者）」として受け容れた。ジャマール・カルシーは「［カイドゥはヒジュラ暦］670年モハッラム月（=1271年8-9月）末にタラスにおいて即位した」と述べているが、これはまさにバラクの死に伴ってカイドゥがチャガタイ・ウルスを掌握したことを指すと考えられる。
しかし、ジャマール・カルシーの記述とは裏腹に、1271年時点ではカイドゥの中央アジア支配は盤石と言い難い状況にあった。まず、チュベイらチャガタイ系諸王はカイドゥがチャガタイ・ウルスを本気で併合しようとしているのを察知すると、カイドゥに逆らって各地で衝突し中央アジア諸都市は掠奪を受けた。一方、これと並行してクビライの派遣していたノムガン率いる中央アジア遠征軍が、アルマリクにおいて遠征軍内部の叛乱を受け壊滅した（シリギの乱）。反乱軍の主体はモンケ家、アリク・ブケ家といった帝位継承戦争でアリク・ブケ側についていた諸王であり、クビライ政権を打倒するべくモンゴル高原中央部まで進出した。これら二つの戦乱はおおよそ1282年頃に終息に向かい、それぞれカイドゥと大元ウルスの勝利に終わったが、戦後の情勢は「タラス会盟」以前と一変した。カイドゥはバラクを失ったチャガタイ・ウルスの中央アジア領を併合し、更に大元ウルス軍に敗れた「シリギの乱」参加の諸王を受け容れることで東方にも勢力を拡大した。こうして、カイドゥは1282年までにオゴデイ・ウルス、チャガタイ・ウルス、アリクブケ・ウルスという3つのウルスを一つにまとめ上げることに成功し、この時期こそが 「カイドゥの国」の実質的な成立時期であったと考えられる。
『ワッサーフ史』によると、カイドゥは「[ヒジュラ歴674年のチュベイによるブハラ傲略から]7年間、住民のうち四分の一がいなくなり、各種の家畜の大部分が欠乏した」ことを憂慮し、マスウード・ベクにブハラ・サマルカンドの復興を命じたとされる。「ヒジュラ歴674年の7年後」はまさに1282年に相当し、この事業こそは中央アジアを完全に掌握したカイドゥによる最初の事業であった。すなわち、旧説では1269年のタラス会盟を以て成立したと考えられてきた「カイドゥの国」は、実際には1282年に実態を伴って成立したものと現在では考えられている。